# Mulan (pel·lícula de 2020)
Mulan és una pel·lícula d'acció estatunidenca de 2020 basada en la llegenda xinesa Hua Mulan i que és una adaptació en viu de la pel·lícula d'animació homònima de Disney de 1998. Està dirigida per Niki Caro, produïda per Walt Disney Pictures i escrita per Rick Jaffa, Amanda Silver, Lauren Hynek i Elizabeth Martin. La pel·lícula és protagonitzada per Liu Yifei i també hi actuen com a actors secundaris Donnie Yen, Jason Scott Lee, Yoson An, Gong Li i Jet Li.
Els plans per fer una nova versió van començar el 2010 però el projecte mai va fructificar. El març de 2015, se'n va anunciar un altre intent i Caro va ser contractada per dirigir-la el febrer de 2017. Liu va rebre el paper el novembre de 2017, després d'un càsting on hi passaren més de 1.000 actrius, i la resta del repartiment s'hi sumà al llarg dels següents 12 mesos. El rodatge, que tingué lloc a Nova Zelanda i a la Xina, va començar l'agost de 2018 i va durar fins al novembre. Amb un pressupost de producció de 200 milions de dòlars, és la pel·lícula més cara de la història dirigida per una directora de cinema dona.
Es va estrenar a Hollywood el 9 de març de 2020. Estava previst que fos estrenada als cinemes però es va posposar en manta ocasions a causa de la pandèmia per coronairus. Disney va acabar anunciar que s'estrenaria el 4 de setembre de 2020 a Disney+ als països on aquest servei estigués disponible pagant un extra. Hi haurà una estrena als cinemes als països sense Disney+ on els cinemes hagin reobert.

## Premissa
| «                       | Quan l'emperador de la Xina decreta que un home de cada família ha de servir a l'Exèrcit Imperial per a defensar el país dels invasors del Nord, Hua Mulan, la filla gran d'un guerrer respectat, pren el lloc del seu pare malalt. Fent-se passar per un home, Hua Jun, la posen a prova cada dos per tres i ha d'arreplegar tota la fortalesa interior i ha d'assolir tot el seu potencial. És un camí èpic que la transformarà en una guerrera respectada i li farà guanyar el respecte d'una nació agraïda…i d'un pare orgullós. | » |
| — Walt Disney Pictures, | |   |